# Giải Yrjö Jahnsson
Giải Yrjö Jahnsson là giải thưởng của Quỹ Yrjö Jahnsson (Phần Lan) và Hội Kinh tế châu Âu trao hai năm một lần cho những nhà kinh tế học dưới 45 tuổi mang quốc tịch của một quốc gia châu Âu (song cũng có ngoại lệ về quốc tịch), có đóng góp lớn lao cho tư tưởng và lý luận kinh tế học. Ủy ban tuyển chọn gồm 5 thành viên do Chủ tịch Hôi Kinh tế châu Âu đứng đầu. Bốn thành viên trong số đó do Hội Kinh tế châu Âu chỉ định. Người còn lại do Quỹ Yrjö Jahnsson chỉ định. Ủy ban tuyển chọn sẽ tham vấn các hội viên và cân nhắc để lựa chọn ra người được trao giải.
Giải Yrjö Jahnsson bắt đầu được trao từ năm 1993. Sau đây là danh sách những học giả kinh tế học ở châu Âu đã được trao giải này.
- 1993: Jean-Jacques Laffont và Jean Tirole
- 1995: Richard Blundell
- 1997: Torsten Persson
- 1999: Nobuhiro Kiyotaki (quốc tịch Nhật Bản) và John Moore
- 2001: Philippe Aghion và Guido Tabellini
- 2003: Mathias Dewatripont
- 2005: Timothy Besley và Jordi Galí
- 2007: Gilles Saint-Paul
- 2009: John van Reenen và Fabrizio Zilibotti